# Cerkev svatého Michaela Archanděla (Nová Sedlica)
Cerkev svatého Michaela Archanděla v Nové Sedlici je dřevěná řeckokatolická filiální cerkev postavená v roce 1764 ve slovenské obci Nová Sedlica v Bukovských vrších. Cerkev byla v roce 1974 přenesena do muzea v přírodě v Humenném.

## Architektura a vybavení
Jedná se o roubenou, trojbokou stavbu s malým presbytářem uzavřeným trojboce a nízkým kněžištěm a větší čtvercovou lodí. Věž s rovnými stěnami v přední nástavbě nad babincem je zakončená dvojitou kuželovou bání. Ve věži se nalézá zvon z roku 1811. Stanové střechy jsou kryté šindelem, v dolní části jsou čtyřboké, v horní osmiboké, nad kněžištěm vícesloupové. Cerkev je korunována cibulovitými báněmi. Nad babincem se nalézá další patrová místnost.
Uvnitř lodi je plochý strop, v babinci zpevněný zdobeným trámem. Portál hlavního vchodu je gotické konstrukce, zdobený rozetami. Vnitřní výzdoba je původní a byla převezena z Nové Sedlice: barokní hlavní oltář, v presbytáři ikona Korunování Matky Boží z 18. století, ikonostas z poloviny 18. století, ikona svatého Michaela Archanděla a ikona Golgoty z roku 1843.
Několik cenných ikon z tohoto chrámu se nachází v muzeích v Bratislavě a ve Svidníku.

## Galerie

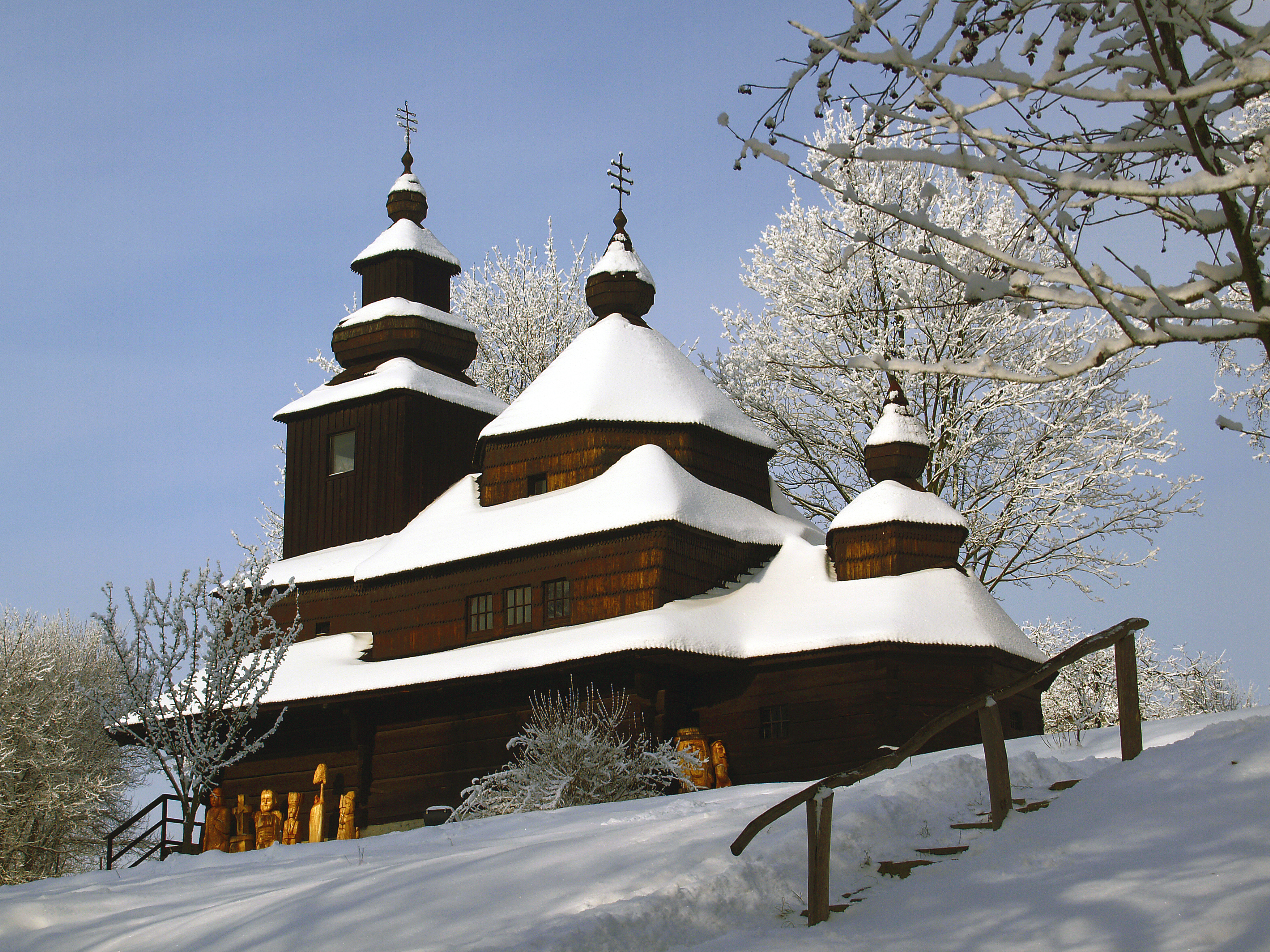
Cerkev svatého Michaela Archanděla ve skanzenu v Humenném
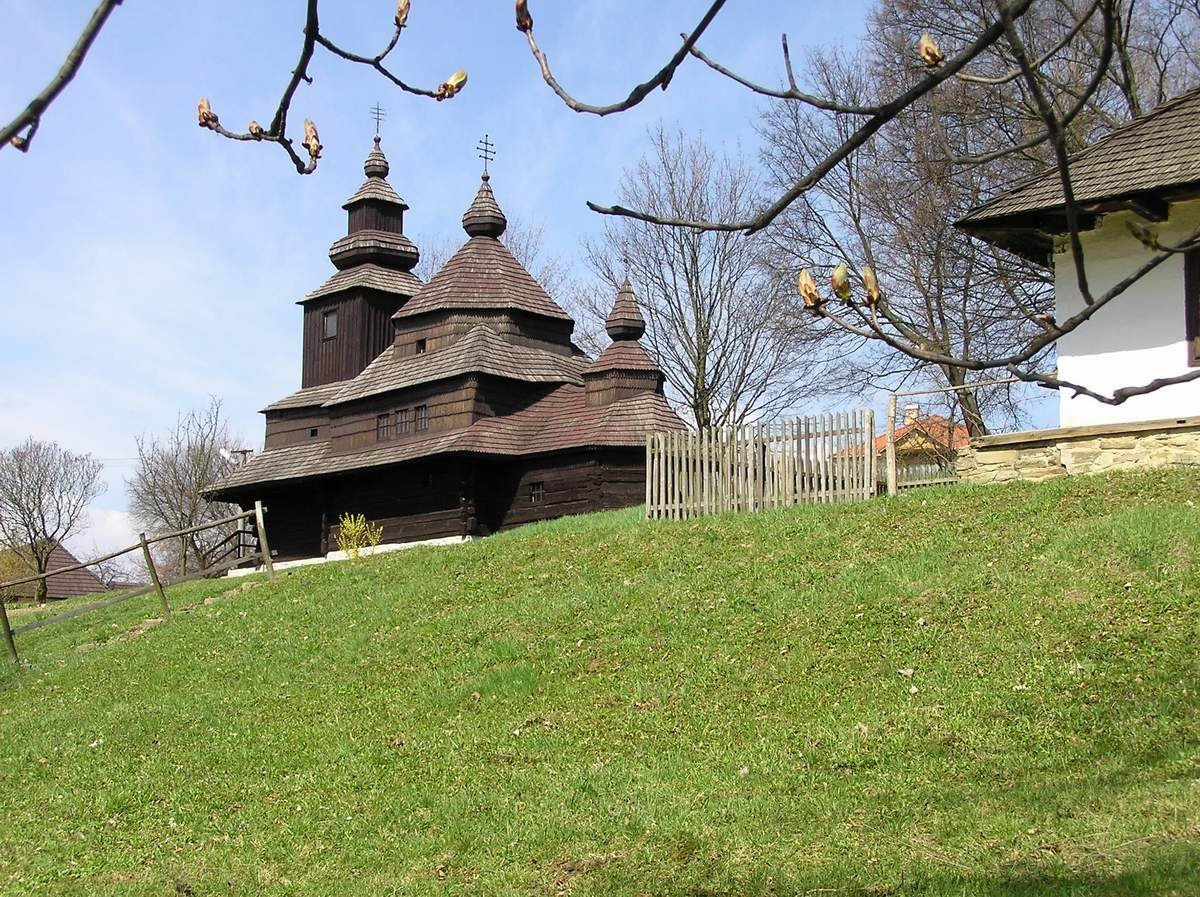
Cerkev svatého Michaela Archanděla ve skanzenu v Humenném
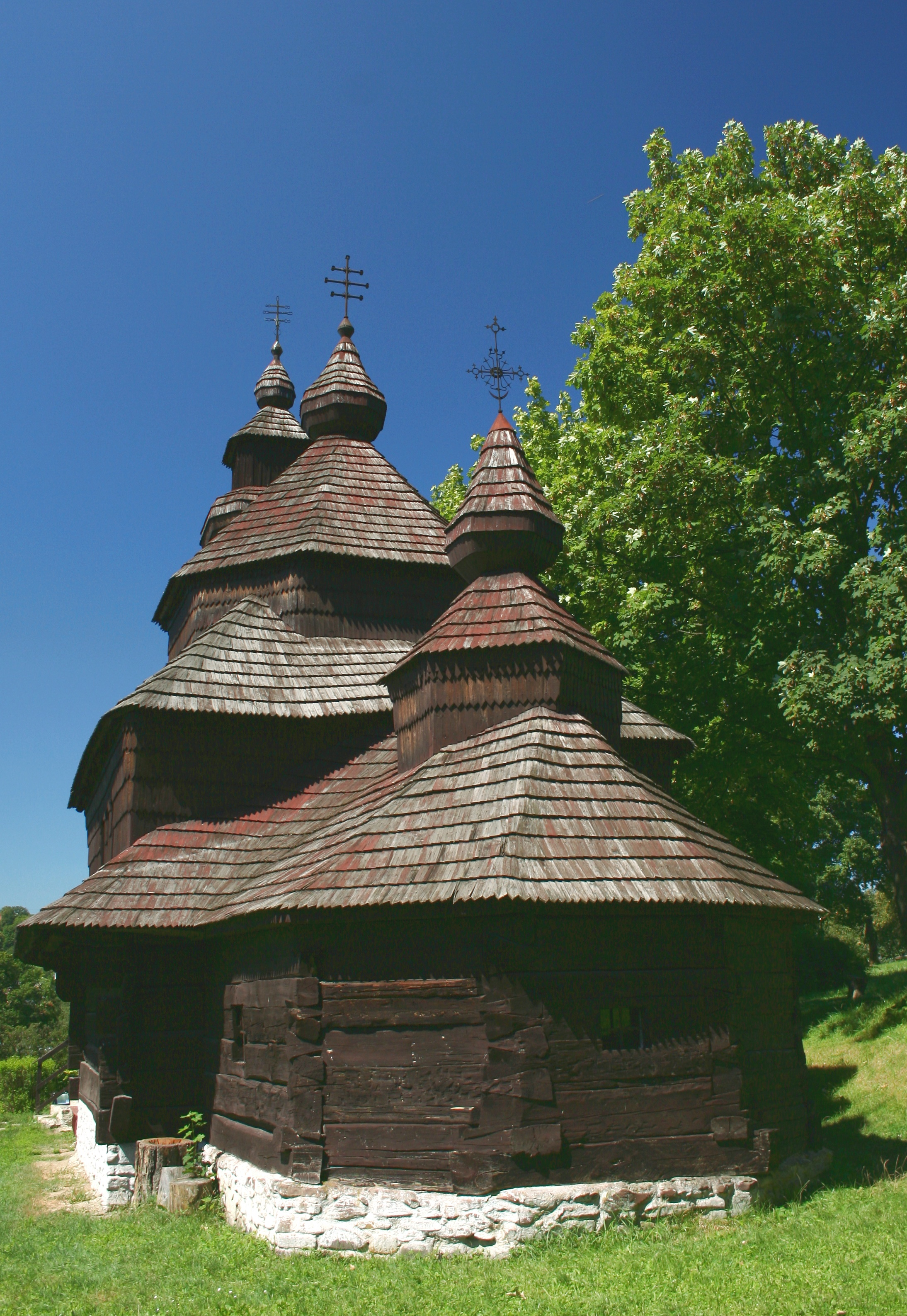
Cerkev svatého Michaela Archanděla ve skanzenu v Humenném
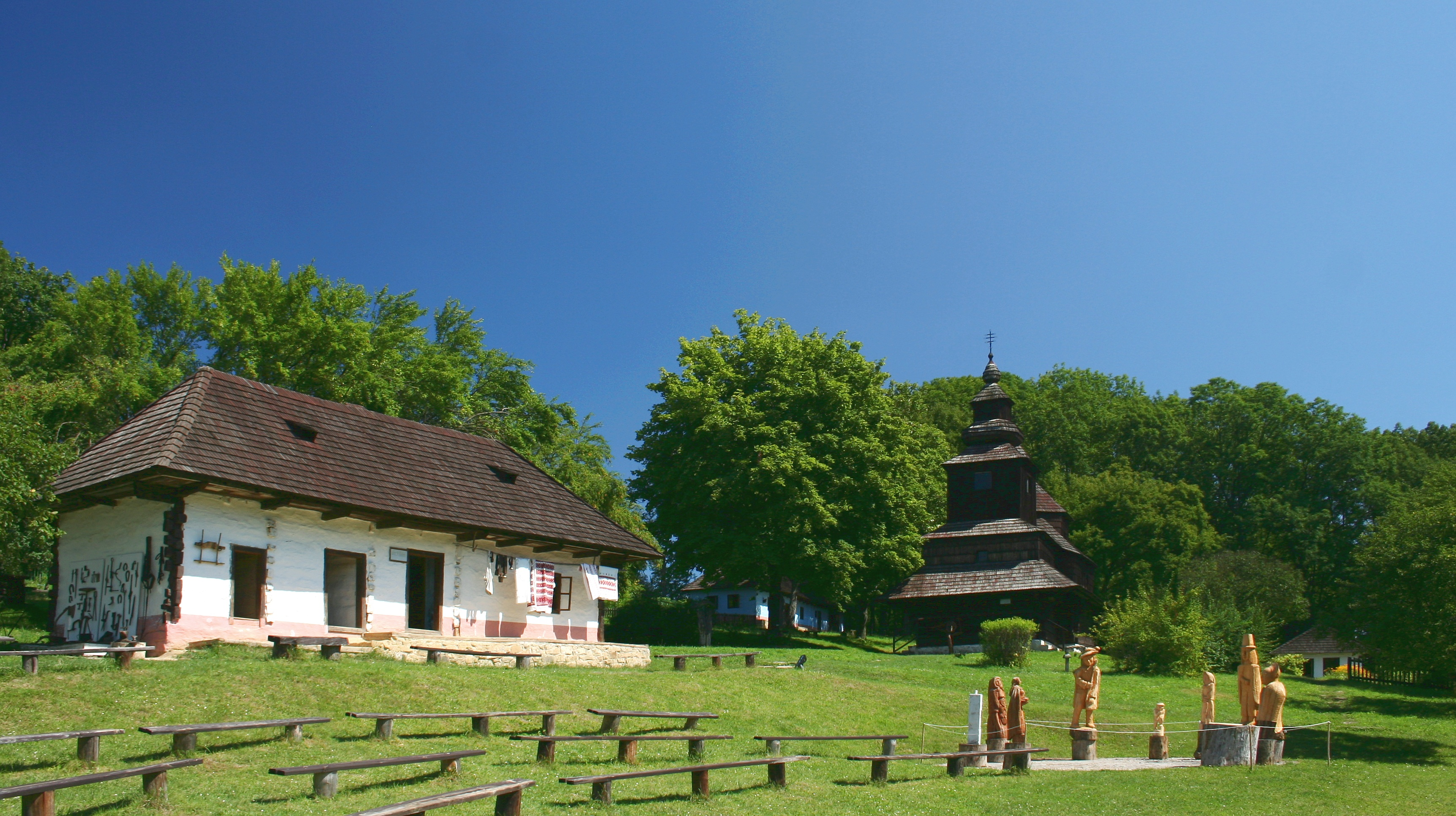
Cerkev svatého Michaela Archanděla ve skanzenu v Humenném